# Zuidvrucht
Zuidvrucht is een verzamelnaam, oorspronkelijk voor verse en gedroogde vruchten, die afkomstig zijn en geïmporteerd worden uit de landen rond de Middellandse Zee.
Tegenwoordig komen de verse vruchten uit de gehele wereld en verstaan we alleen nog de gedroogde onder deze term. Van zuidvruchten is door het drogen vaak een groot deel van de vitaminen verdwenen, maar de mineralen en koolhydraten zijn nog volop aanwezig. Zuidvruchten worden meestal voor gebruik geweekt.
Typische gedroogde zuidvruchten zijn:
- rozijnen en krenten
- abrikozen
- pruimen
- dadels
- vijgen

Een combinatie van de bovenstaande vruchten wordt ook wel tuttifrutti/gedroogd fruit